# Eine kurze Geschichte von fast allem
Eine kurze Geschichte von fast allem ist ein Sachbuch von Bill Bryson, einem amerikanisch-britischen Wissenschaftsjournalisten, das 2003 unter dem Titel „A Short History of Nearly Everything“ in New York City erschienen ist und auch als Hörbuch produziert worden ist.
In 30 Kapiteln gibt Bryson eine Zusammenfassung des gegenwärtigen Wissenstandes in den Naturwissenschaften – mit besonderem Schwerpunkt auf Biologie, Geologie, Astronomie und Physik – und wie die Erde und ihre Lebensformen entstanden sind. Er stützt sich dabei auf seine eigene umfangreiche Lektüre der wissenschaftlichen Literatur und Interviews mit Fachwissenschaftlern, die ihn während der Zusammenfassung und Einordnung der wissenschaftlichen Entdeckungen und Fachdiskussionen beraten und informiert haben.
Das Sachbuch ist eine auf viele Anekdoten gestützte Geschichte der Entdeckungen und Entdecker in den hier betrachteten Einzelwissenschaften. Im Mittelpunkt des Buches stehen dabei die verschiedenen Persönlichkeiten und Eigenarten der Wissenschaftler, und die Hintergründe der wissenschaftlichen Arbeiten, bei denen auch Plagiate und Ehrabschneidungen, Theoriebildungen und -einsichten und Fehleinschätzungen eine Rolle spielten.
Dieses Buch, das in Deutschland schnell in die Bestsellerlisten gelangte, wurde 2005 das meistverkaufte Sachbuch in England und gewann, trotz einiger sachlicher Fehler, im gleichen Jahr den Descartes-Preis der Europäischen Kommission für seine Verbreitung wissenschaftlicher Erkenntnisse.

## Themenübersicht
- Entstehung des Universums und seiner atomaren Bestandteile
- Entstehung des Sonnensystems und des Planeten Erde und die Ingangsetzung der ersten biochemischen Entwicklungsprozesse auf der Erde
- die Entwicklung und Vielfalt der irdischen Lebensformen
- gravierende Veränderungen des Erdklimas und der Kontinente durch plattentektonische Ereignisse, Asteroideneinschläge und vulkanische Tätigkeit
- Entstehung und Veränderungen in der Artenzusammensetzung durch Evolution und Artensterben
- Entdeckung und Rolle der Gene und DNA in der Vererbung
- der moderne Mensch und seine lebenden Verwandten und Vorfahren (Hominiden)
- die Geschichte und Anwendung wissenschaftlicher Konzepte und Methoden, die zu den heutigen Erkenntnissen geführt haben

## Inhalt
Bryson setzt den Akzent auf die Entwicklung der Wissenschaft, insbesondere auf die Einführung neuer Methoden und Erkenntnisse, die oft im Gegensatz zu vorherigen Ansätzen und Annahmen standen. Als Beispiel dienen Erkenntnisse über die relative Größe und Natur der Elementarteilchen, das Alter der Erde und die Entdeckung komplexer geologischer Prozesse, die durch diese Methoden gewonnen wurden. Des Weiteren wird die Entwicklung der Physik von Newton zu Einstein erörtert, deren Postulate unter anderem zur Theorie des Urknall und Erkenntnissen eines expandierenden Universums beigetragen haben. Erkenntnisse aus dem Bereich der Mathematik werden jedoch weitgehend ausgeklammert.
Anhand von paläontologischen Daten und der Erkenntnis, dass alle lebenden Organismen das Molekül DNA als genetisches Material besitzen, unterstreicht Bryson die Tatsache, dass alle Lebensformen auf einen gemeinsamen Vorfahren zurückzuführen sind. Er hebt des Weiteren hervor, dass der Mensch eine noch sehr junge Art ist, was er mit Resultaten aus genetischen Studien, die sehr geringe genetische Unterschiede in menschlichen Populationen gezeigt haben, nachweist. Durch die Verknüpfung von Daten aus der Paläontologie, Geologie und Molekularbiologie zeichnet Bryson die Entstehung des Menschen auf. Die menschliche Entwicklung wurde demnach  durch das Aussterben der Dinosaurier vermutlich begünstigt und durch geologisch-klimatische Veränderungen, die veränderte Lebensweisen und Neubesiedelungen erzwangen, mutmaßlich beeinflusst. Nur eine Reihe von Zufällen habe demnach die lange und an Entwicklungsabbrüchen reiche Entwicklung den Menschen ermöglicht, dessen bisherige Existenz gemessen an den Zeiträumen geologischer und biologischer Entwicklungen eher randständig ist.

## Kritik
Lob erfuhr das Buch vor allem dank des erzählerischen Talents seines Autors und der vielen anschaulichen Beispiele aus den meisten Bereichen der Wissenschaft, die auch vor Fehlern und absichtlichen Irreführungen in derselben nicht haltmachen. Bemängelt wurde jedoch Brysons Fokussierung auf „eurozentrische“ Entdeckungen, welche die anderer Kulturen (z. B. China) außen vor lässt.

## Sachliche Fehler
Das Buch enthält einige sachliche Fehler. 
- Es wird behauptet, in der Thermosphäre betrage der Abstand zwischen zwei Molekülen mehrere Kilometer (eine so geringe Dichte wird nicht einmal im Vakuum des Weltraums erreicht); gemeint ist hier wohl die mittlere freie Weglänge oder die Aussage beruht auf einem Übersetzungsfehler.[2]
- In Kapitel 9 wird die Heisenbergsche Unschärferelation fehlerhaft auf den "Weg" bezogen, statt auf den Impuls. In Kapitel 11 wird von Energie in der physikalisch falschen Einheit "Volt" gesprochen, vermutlich sind Elektronenvolt gemeint.

Weitere Fehler sind auf wikidot zu finden.

## Ausgaben
- Bill Bryson: Eine kurze Geschichte von fast allem, Goldmann 2004, übersetzt von Sebastian Vogel, ISBN 3-442-31002-4, Neuauflage: München, Goldmann 2011, ISBN 978-3-442-30122-5.